# Johnsdorf (Königswartha)

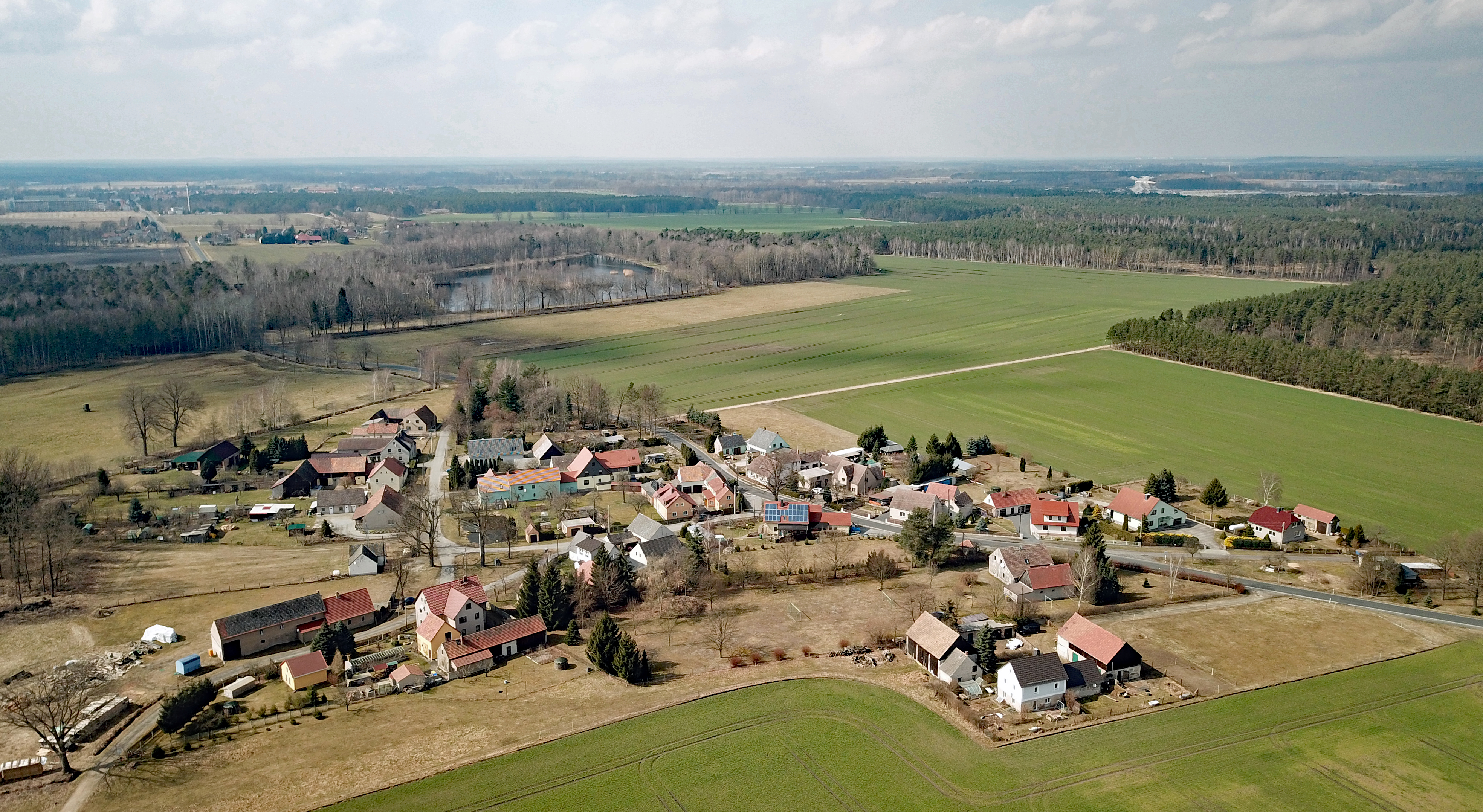
Luftbild

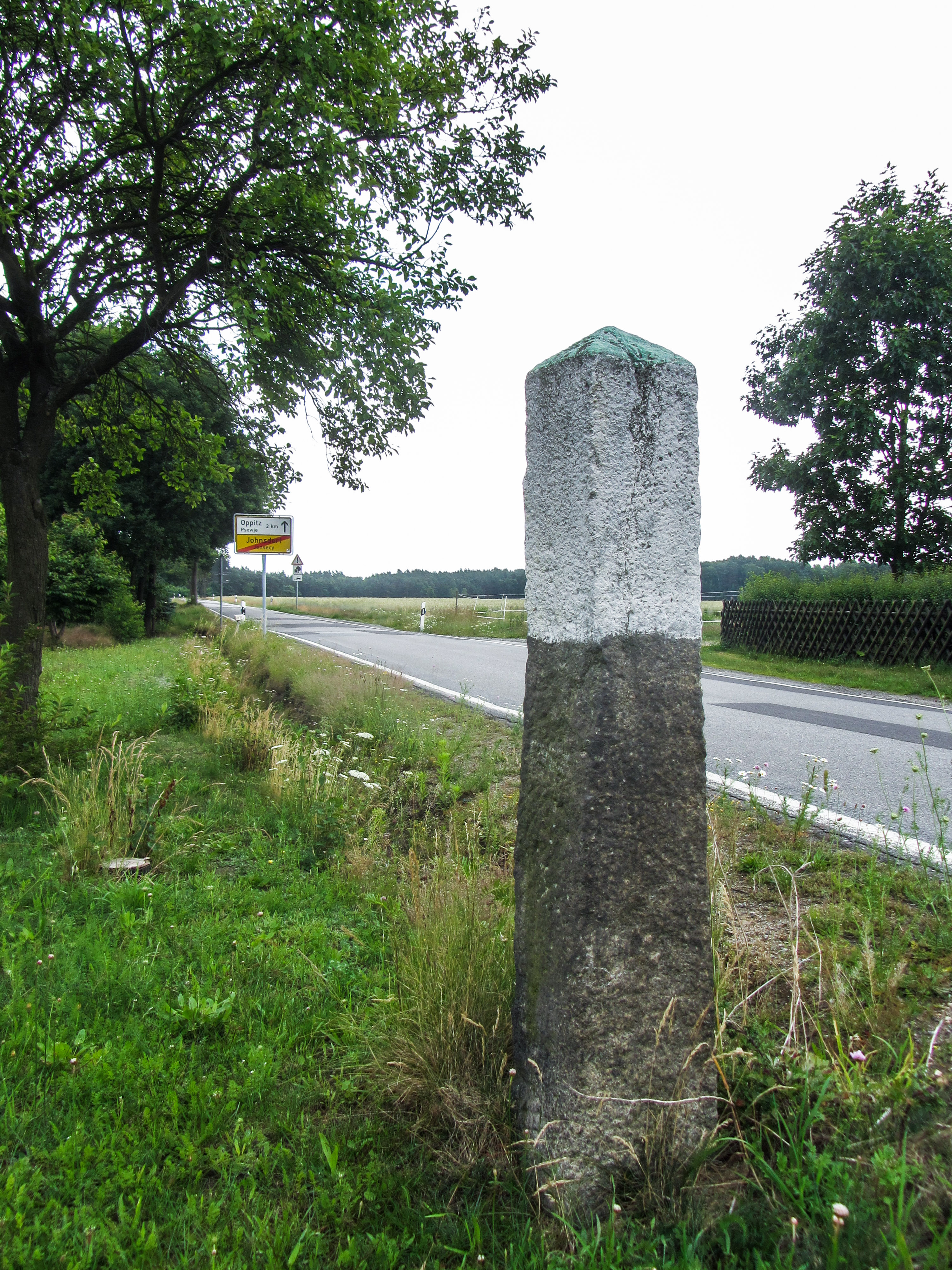
Wegweiserstein am Ortsausgang nach Oppitz

Johnsdorf, obersorbisch Jeńšecy, ist ein Ortsteil der Gemeinde Königswartha im Landkreis Bautzen in Sachsen. Der Ort wurde am 1. April 1936 eingemeindet und war vorher eine eigenständige Gemeinde. Johnsdorf liegt im amtlichen sorbischen Siedlungsgebiet. Im Dezember 2022 hatte der Ortsteil 60 Einwohner.

## Lage
Johnsdorf liegt in der Oberlausitz, rund 14 Kilometer Luftlinie nordnordwestlich von Bautzen und 17 Kilometer südöstlich von Hoyerswerda. Umliegende Ortschaften sind Weißig im Norden, Hermsdorf/Spree im Nordosten, Neuoppitz im Osten, Luppedubrau im Südwesten, Holschdubrau im Süden, Neudorf im Westen und Caminau im Nordwesten. Johnsdorf liegt an der Staatsstraße 101 zwischen Königswartha und Milkel.

## Geschichte
Johnsdorf wurde als erweitertes Gassendorf angelegt und im Jahr 1565 als Janßdorff erstmals urkundlich erwähnt. Der Ort war damals dem Rittergut Königswartha unterstellt und gehörte auch kirchlich zum Ort. Sowohl der deutsche als auch der sorbische Ortsname von Johnsdorf gehen auf den Personennamen Johannes zurück. Seit der auf dem Wiener Kongress beschlossenen Teilung des Königreiches Sachsen im Jahr 1815 lag das weiterhin sächsische Johnsdorf unmittelbar an der Grenze zum Königreich Preußen, wobei der Nachbarort Neuoppitz wiederum zu Sachsen gehörte. Bis 1874 war Johnsdorf dem Gerichtsamtsbezirk Königswartha, der danach in der Amtshauptmannschaft Bautzen aufging.
Am 1. April 1936 wurde Johnsdorf nach Königswartha eingemeindet. Seit 1952 gehörte der Ort zum Kreis Bautzen im Bezirk Dresden. Zu DDR-Zeiten existierten eine Landwirtschaftliche Produktionsgenossenschaft und ein größerer Schweinemastbetrieb in Johnsdorf. Nach der Wende kam der Ort zum Landkreis Bautzen im Freistaat Sachsen.

## Bevölkerung
Für das Jahr 1777 sind in Johnsdorf drei Gärtner und vier Häusler verzeichnet. 1834 hatte der Ort 70 Einwohner, bei der Volkszählung vom 1. Dezember 1871 wurden 77 Einwohner gezählt. 1910 wurden 110 Einwohner gezählt und 1925 hatte Johnsdorf wieder 77 Einwohner. Die Einwohner von Johnsdorf waren historisch überwiegend evangelisch-lutherischer Konfession.
Johnsdorf liegt im sorbischen Siedlungsgebiet. Der Volkskundler Arnošt Muka ermittelte für seine Statistik über die Sorben in der Lausitz im Jahr 1884 eine Einwohnerzahl von 77, davon waren 76 Sorben (99 %) und nur ein Deutscher.